# Tom Fletcher
Thomas Michael Fletcher (Harrow, 17 de julho de 1985), mais conhecido como Tom Fletcher, é um dos vocalistas e guitarristas da banda britânica de pop rock McFly. Ocasionalmente, toca piano e guitarra rítmica. Tom compõe a maioria das canções da banda, juntamente com Danny Jones.

## Biografia
Inicialmente Tom audicionou para a banda Busted, mas acabou não sendo escolhido. Porém, a Island Records o convidou para compor as canções da banda ao lado de James Bourne. Enquanto o segundo álbum do Busted, A Present for Everyone, estava sendo escrito, Tom foi perguntado pela gravadora se estava disponível para filmar as audições de uma nova banda, chamada V, e aceitou. Ele encontrou Danny Jones, que audicionou para a banda por engano, durante as filmagens e, então, convidou Danny para escrever canções com ele e Bourne.
Quando o projeto com o Busted estava terminado, os dois começaram a escrever canções para sua nova banda, que, até o momento, não tinha um nome. Eventualmente se mudaram para o Hotel InterContinental durante dois meses, para trabalhar na composição. Mais tarde, os dois colocaram um anúncio na revista NME e fizeram audições para escolher os outros membros da banda, optando por Harry Judd e Dougie Poynter para baterista e baixista, respectivamente. A banda foi nomeada por causa de Marty McFly, protagonista de seu filme favorito, Back to the Future. O McFly ganhou maior divulgação após ter participado de uma turnê do Busted.
Uma das músicas da banda, "Friday Night", faz parte da trilha sonora do filme Night at the Museum, estrelado por Ben Stiller. Também fizeram uma participação especial no filme Just My Luck, protagonizado por Lindsay Lohan e Chris Pine.
Em 5 de outubro de 2008 e em 31 de maio de 2009, participaram do Domingão do Faustão, um programa de auditório brasileiro, tiveram uma entrevista com Sabrina Sato de Pânico na TV, um programa humorístico e gravaram no programa Casseta & Planeta, urgente!
Em 2010 lançaram o Above The Noise, um álbum mais pop devido as tendências globais. Porém o álbum não fez o tamanho sucesso quando o esperado. Devido a isso, Tom pode passar mais tempo se dedicando aos fãs pela Internet,  já que sua agenda com o McFLY não estava tão ocupada quanto as posteriores.
Tom convidou seus amigos de início de carreira James Bourne e Matt Willis para a formarem um supergrupo, McBusted, durante as comemorações de dez anos do McFly. McBusted fez duas turnês pela Europa e um álbum de estúdio, deixando totalmente de lado sua anda de origem, McFly.
Como escritor, possui uma parceria com Dougie Poynter (companheiro de banda) onde escrevem a série de livros infantis "The Dinossaur That Pooped...". Em 6 de outubro de 2016, Tom lançou seu primeiro livro infantil solo nomeado de The Christmasaurus e tornou-se um best-seller infantil. Já em 29 de junho de 2017, lançou outro livro de mesmo gênero com o nome de There's a Monster in Your book, sendo um dos mais vendidos pela Amazon e vários outros sites.
Ainda um membro do McFly, Fletcher hoje dedica-se a sua vida de vlogger, pai de família e escritor.

## Composição
Além de ter ajudado na composição de canções para o Busted, Tom compõe a maioria das músicas do McFly, colaborando com todas as canções do primeiro álbum da banda, Room on the 3rd Floor, exceto uma - "Not Alone", composta por Danny Jones.
Ele escreveu/co-escreveu dez singles número um, sendo três do Busted: "Crashed the Wedding", "Who's David" e "Thunderbirds". "Five Colours in Her Hair" "Obviously", "All About You", "I'll Be OK", "Please, Please", "Star Girl" e "Transylvania" são da sua banda.
Além de compor as músicas da própria banda, Tom e os outros integrantes do McFly contribuíram para a composição de canções do segundo álbum da boysband britânica One Direction (1D), chamado Take Me Home, lançada em novembro de 2012. A música I Want presente no primeiro álbum dos 1D, Up All Night, foi composta por Tom, destacando-se das demais canções pela presença do piano.

## Vida pessoal
Em abril de 2011, Tom noivou oficialmente com a atriz e escritora Giovanna Falcone, que conheceu aos 13 anos de idade e com quem namorava há sete anos. O casamento aconteceu em 12 de maio de 2012. Em 2013, Tom anunciou através de um vídeo em sua conta no youtube, que ele e sua esposa, Giovanna, estavam esperando seu primeiro filho. O bebê nasceu dia 13 de março de 2014 e se chama Buzz Michelangelo Fletcher. No dia 3 de setembro de 2015, novamente Tom anunciou por um vídeo em sua conta no youtube que estavam esperando seu segundo filho. Em 16 de fevereiro de 2016 nasceu seu segundo filho, Buddy Bob Fletcher. No dia 03 de março de 2018, Tom anunciou, através de seu perfil no Instagram, a chegada do terceiro bebê. No dia 24 de agosto de 2018 nasceu seu terceiro filho, Max Mario Fletcher.